# جاك أوبراين (لاعب كرة قاعدة)
جاك أوبراين (بالإنجليزية: Jack O'Brien) هو لاعب كرة قاعدة أمريكي، ولد في 5 فبراير 1873 في وترفليت في الولايات المتحدة، وتوفي بنفس المكان في 10 يونيو 1933.

## وصلات خارجية
- جاك أوبراين على موقعبيزبول رفرنس.كوم (الدوري الرئيسي) (الإنجليزية)
- جاك أوبراين على موقعبيزبول رفرنس.كوم (الدوري الثانوي) (الإنجليزية)